# Dorfkirche Liebschütz

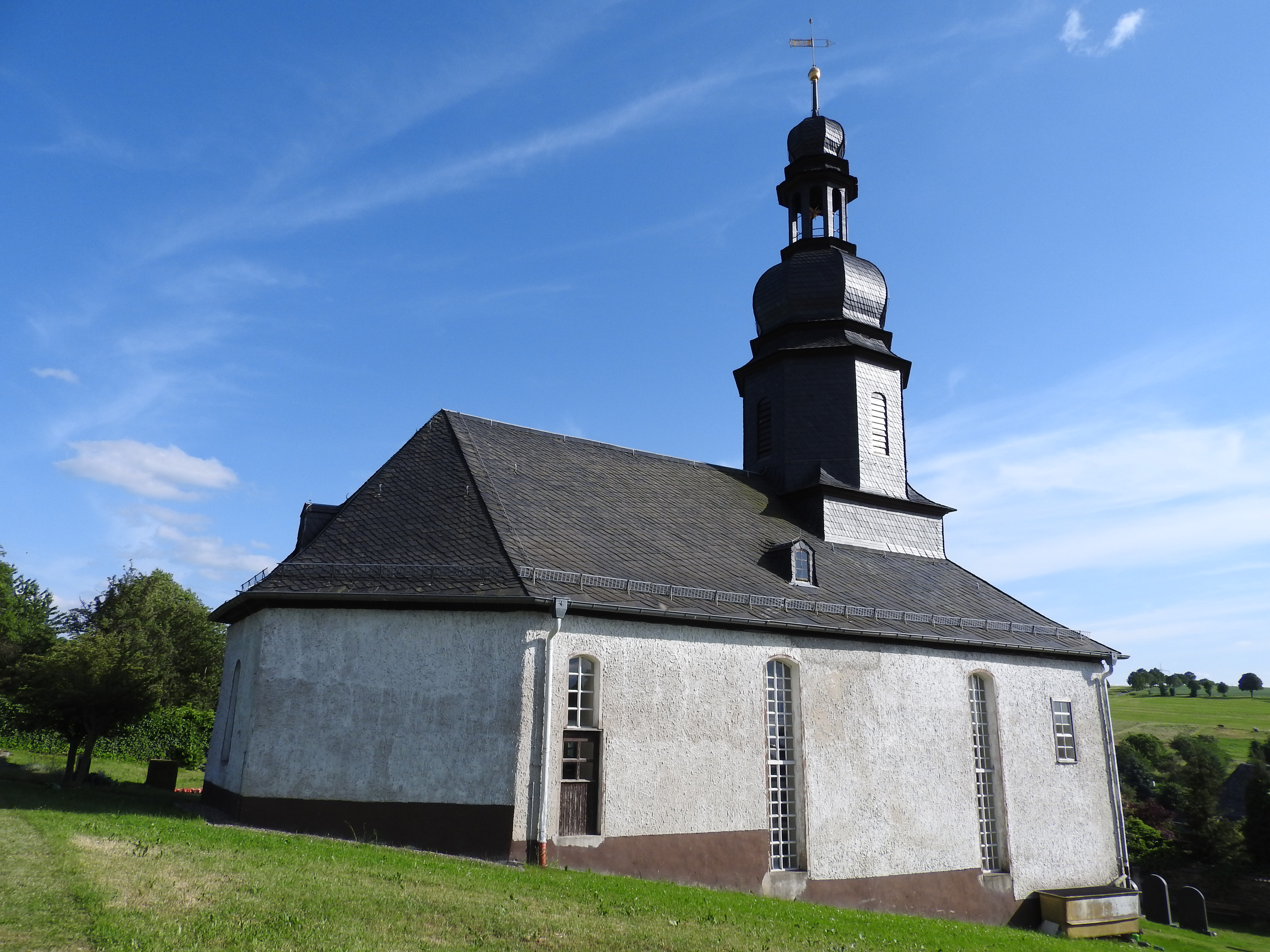
Dorfkirche Liebschütz

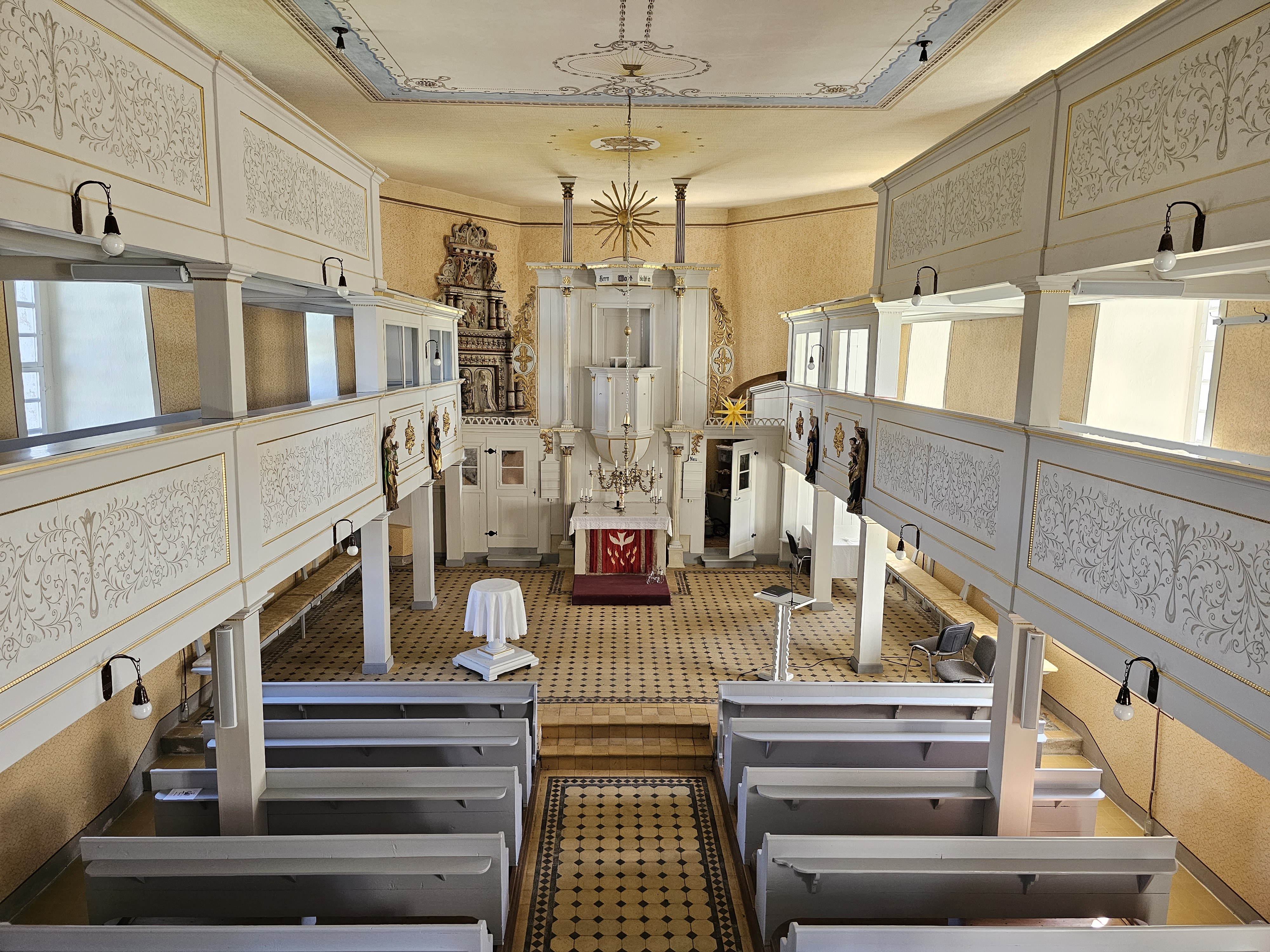
Innenraum (2023)

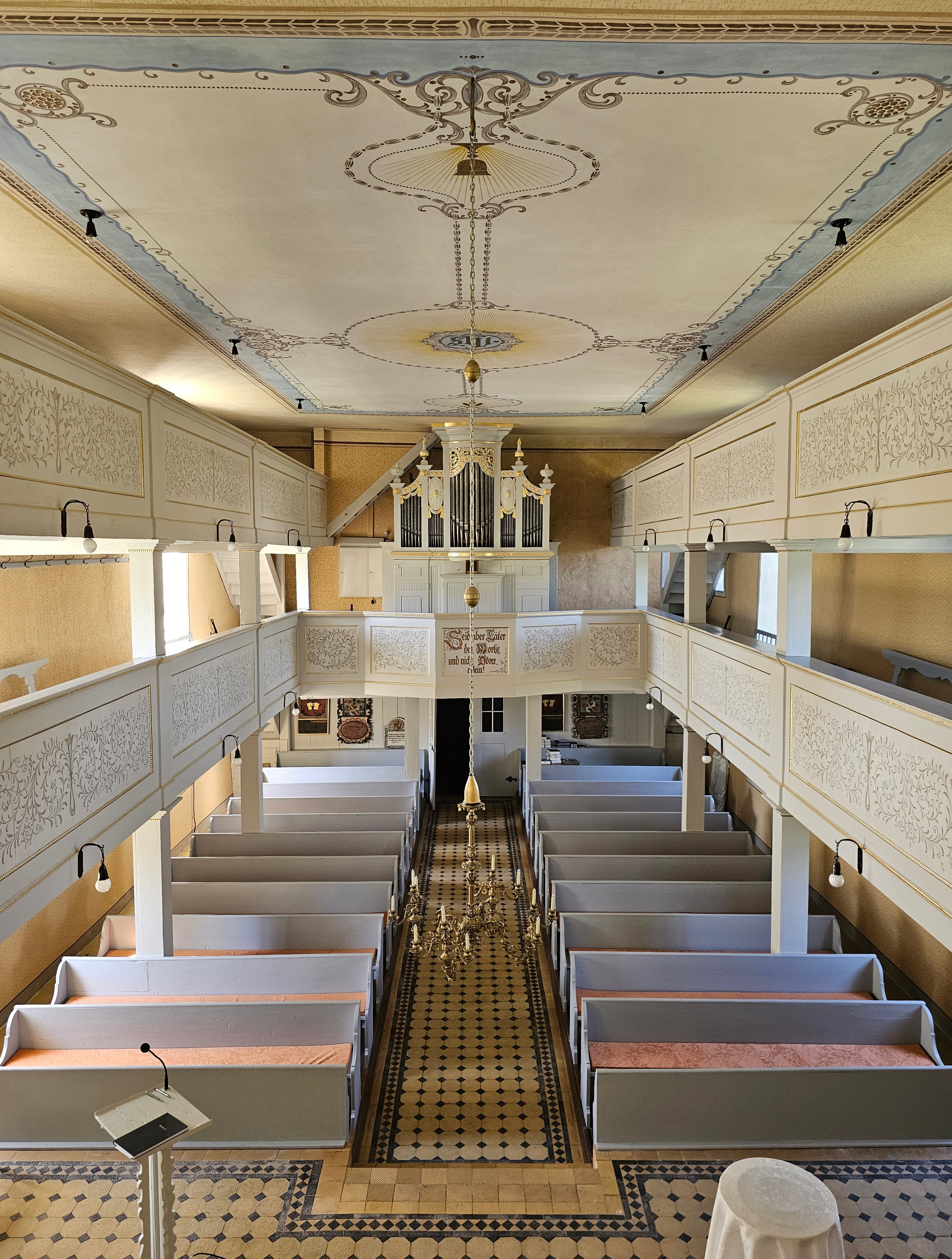
Innenraum, Blick zur Orgel

Die evangelisch-lutherische, denkmalgeschützte Kirche Liebschütz steht in Liebschütz, einem Ortsteil der Gemeinde Remptendorf im Saale-Orla-Kreis in Thüringen. Die Kirchengemeinde Liebschütz gehört zum Pfarrbereich Zoppoten im Kirchenkreis Schleiz der Evangelischen Kirche in Mitteldeutschland.

## Beschreibung
Nach einem Brand wurde die rechteckige Saalkirche 1820 wiederaufgebaut. Sie hat einen dreiseitigen, östlichen Abschluss. Im Westen des schiefergedeckten Walmdachs erhebt sich der Dachturm. Er trägt einen achtseitigen Aufsatz, auf dem eine Haube sitzt, die von einer Laterne mit Turmkugel gekrönt ist. Der Innenraum des Kirchenschiffs hat zweigeschossige Emporen und ist mit einer Flachdecke überspannt. Am Korb des Kanzelaltares und seitlich davon stehen geschnitzte Statuen eines älteren Altars, um 1520 geschaffen. An den Feldern der Kanzel sind Christus, Johannes der Evangelist und Paulus abgebildet, seitlich des Korbes Jakobus d. Ä. und d. J. sowie an den Seitenwänden die Heiligen Ursula, Anna, Maria und Magdalena. Im Chor befindet sich ein steinernes, farbig gefasstes Epitaph für Caspar Roder, entstanden nach 1603. Ferner befindet sich dort ein großes Epitaph mit einem Relief.

## Orgel
Die Orgel mit zehn Registern, verteilt auf ein Manual und das Pedal, wurde 1827 von Georg Christoph Hofmann gebaut. Sie hat folgende Disposition:
| I Manual C–f3 |    |
| Principal     | 8′ |
| Borton        | 8′ |
| Flaut Amor    | 8′ |
| Gamba         | 8′ |
| Principal     | 4′ |
| Flauta        | 4′ |
| Naßat         | 3′ |
| Mixtur III    |    |

| Pedal C–c1 |     |
| Sub Baß    | 16′ |
| Violon Baß | 8′  |

Koppeln: I/P